# مردمان بنگالی
بنگال‌ها (بنگالی: বাঙালি), یا مردم بنگال گروهی نژادی از مردمان هندوآریایی هستند، که بومی ناحیهٔ بنگال در جنوب آسیا اند، به‌طور خاص در بخش خاوری شبه‌قاره هند زندگی می‌کنند که امروزه به نام بنگلادش و ایالاتی از هند شامل بنگال غربی، تریپورا و آسام شناخته می‌شود. این مردم زبان‌شان بنگالی است که یک زبان از خانواده هندوآریایی است. واژه بنگالی گاهی در اشاره به اتباع کشور بنگلادش می‌باشد.
بنگال‌ها پس از مردم هان و عرب‌ها سومین نژاد پرجمعیت در جهان هستند. بنگال‌ها علاوه بر بنگلادش و برخی ایالات هندوستان، جوامع دور از وطن بسیاری هم دارند. از کارگران مستقر در کشورهای عربی خلیج فارس گرفته تا پناهجویان به کشورهای غربی و آسیای شرقی، بنگال‌های زیادی در دنیا گسترده شده‌اند.
بنگال‌ها اکثراً به یکی از دو دین اسلام و هندوئیسم گرایش دارند؛ گرچه اقلیت‌های بودایی و مسیحی نیز در میان آنان دیده می‌شود.

## دین
دو دین اکثریت مردم بنگال، اسلام و هندوئیسم است. بنا بر آمار سال ۲۰۱۴ که دپارتمان تخمین ایالات‌متحده منتشر کرده، ۹۰٫۳۹٪ در کشور بنگلادش مسلمانند و تنها ۸٫۳٪ پیرو هندوئیسم هستند. این در حالی است که در بنگال غربی ۷۰٫۵۴٪ جمعیت هندو بوده و مسلمانان دارای اقلیت ۲۷٫۰۱٪ اند. بوداییان حدود یم درصد جمعیت بنگال را دارند پ مسیحیت نیز پیروان اندکی داراست.